# Prosperidade
Prosperidade (do latim prosperitate) refere-se à qualidade ou estado de próspero, que, por sua vez, significa ditoso, feliz, venturoso, bem-sucedido, afortunado.
O conceito de prosperidade é interrelacionado ao de riqueza, e de fato, algumas fontes chegam a apontá-los como sinônimos, mas outras discordam, apontando diferenças entre ambos.  Há quem diga que riqueza é quantidade de bens e dinheiro, enquanto a Prosperidade é um grau de satisfação causada por eles.[carece de fontes?] Há ainda quem diferencie ambos os conceitos partindo do afirmativa de que a riqueza é o fato de ter bens, enquanto a prosperidade é a capacidade de gerar riquezas.
Também pode designar um período de ascensão econômica e desse modo conectado a uma sociedade otimista que goza de riqueza. A fase de prosperidade é caracterizada por uma tendência otimista para produtores e consumidores. O aumento do consumo, leva ao aumento da produção e da Renda Nacional (Produto Nacional Bruto menos os gastos de depreciação do capital e impostos indiretos), ou seja, ao crescimento econômico.
Na seara jurídica, o procurador da República Leandro Bastos Nunes foi quem introduziu o conceito prosperidade na categoria de princípio constitucional, preconizando, entre outros, que o referido princípio "encontra-se implícito na Constituição Federal, significando o direito de todos os cidadãos de alcançarem o desenvolvimento material e o bem-estar social".